# Heello

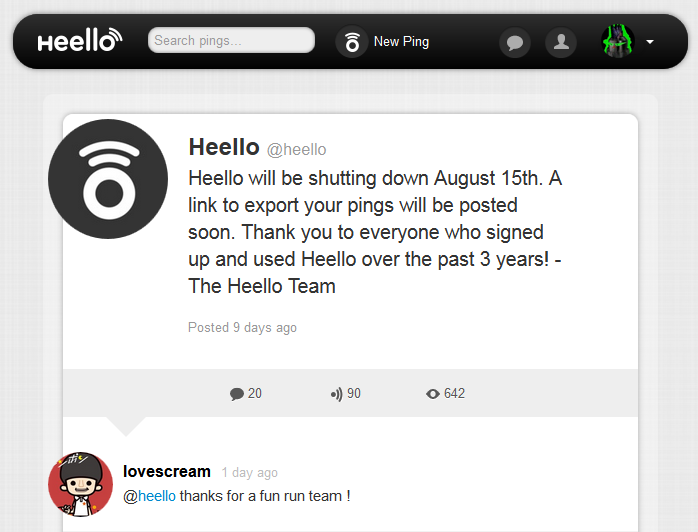

Heello est un service internet de réseautage et de microblogging permettant d'envoyer et de lire des messages textuels, les pings et de partager des images et des vidéos.
Le service a été lancé par Noah Everett, fondateur de TwitPic, le 10 août 2011, le lendemain du jour ou Twitter a mis à disposition des utilisateurs son propre service intégré de mise en ligne d'images, concurrençant ainsi Twitpic.
Les deux principales différences entre Heello et Twitter, sont d'une part la possibilité dans Heello de créer des espaces d'échanges de pings privés multi-utilisateurs, les groupes, d'autre part la mise à jour automatique du flux des pings.

## Sources
- (en) Cet article est partiellement ou en totalité issu de l’article de Wikipédia en anglais intitulé « Heello » (voir la liste des auteurs).